# Droga wojewódzka nr 254

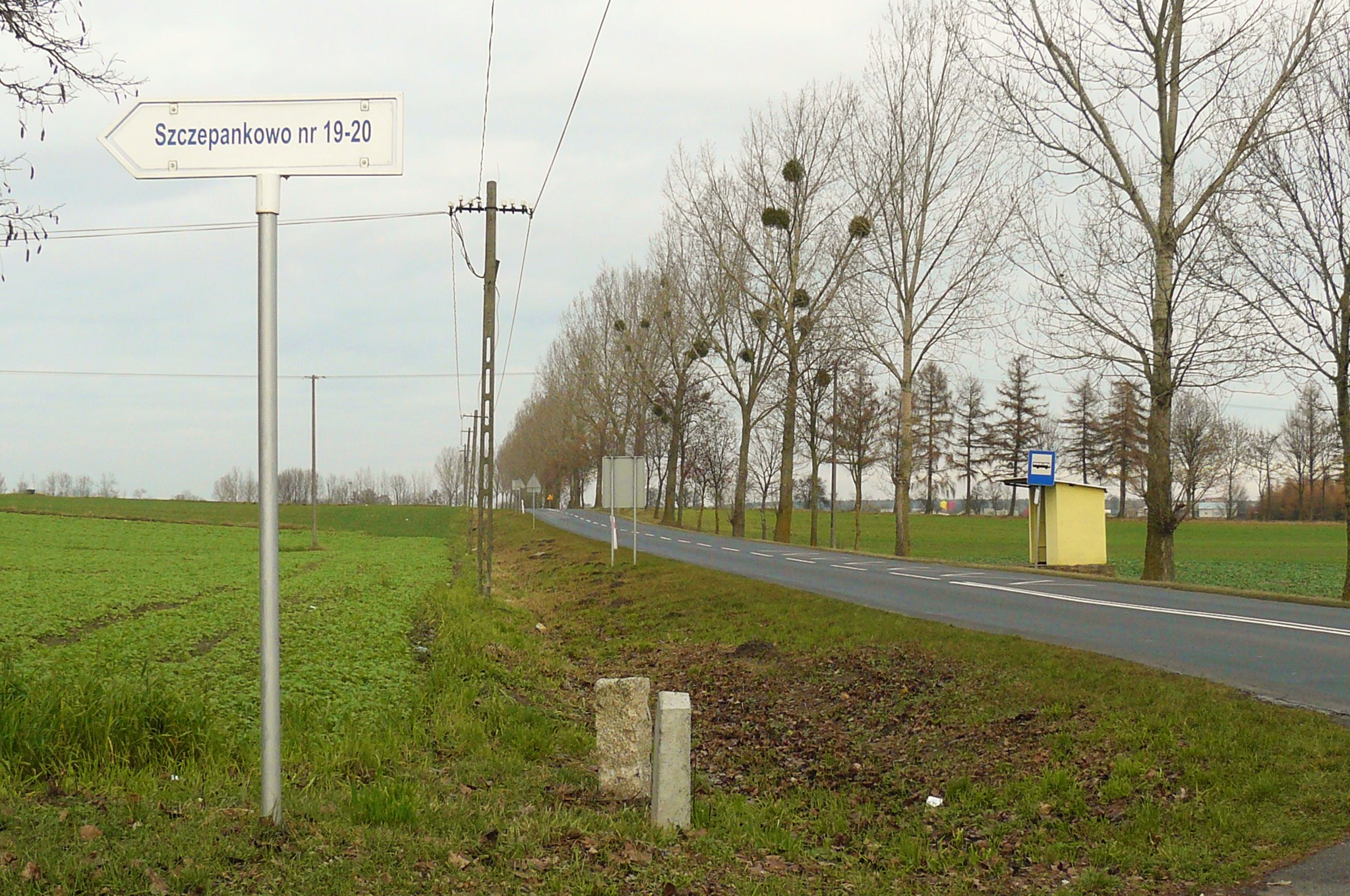
Droga nr 254 w Szczepankowie

Droga wojewódzka nr 254 (DW254) – droga wojewódzka o długości 53 km, łącząca DK15 koło wsi Wylatowo (województwo kujawsko-pomorskie) z DK25 w miejscowości Brzoza.
W październiku 2020 podpisano umowę z firmą Transpol z Łojewa na przebudowę drogi na 13,2-kilometrowym odcinku między Brzozą a Łabiszynem. W ramach kontraktu o wartości 46 mln zł powstaną dwa ronda (na skrzyżowaniu z ulicą Powstańców Wielkopolskich w Brzozie i z drogą wojewódzką nr 246 do Szubina w Łabiszynie) i zatoki autobusowe oraz wzmocniona zostanie konstrukcja jezdni (do nośności 11,5 tony na oś). Na odcinku przebiegającym przez Brzozę i Kobylarnię pojawi się ścieżka dla rowerzystów i pieszych. Uroczyste otwarcie drogi po zakończonym remoncie i przebudowie odcinka między Brzozą a Łabiszynem odbyło się 2 grudnia 2024 roku.

## Dopuszczalny nacisk na oś
Od 13 marca 2021 roku na całej długości drogi dozwolony jest ruch pojazdów o nacisku pojedynczej osi napędowej do 11,5 tony z wyjątkiem określonych miejsc oznaczonych znakiem zakazu B-19.

### Do 13 marca 2021 r.
Wcześniej droga wojewódzka nr 254 była objęta ograniczeniami dopuszczalnego nacisku pojedynczej osi:
| Znak  | Dopuszczalny nacisk | Odcinek                     |
| ----- | ------------------- | --------------------------- |
| DW254 | do 10 ton           | Brzoza – Barcin             |
| DW254 | do 8 ton            | Barcin – Mogilno – Wylatowo |

## Miejscowości leżące przy trasie DW254
- Brzoza (DK25)
- Łabiszyn
- Barcin
- Szczepanowo
- Dąbrowa
- Wszedzień
- Wiecanowo
- Mogilno
- Żabno
- Wylatowo (DK15)